# Campeonato Baiano de Futebol de 2015
O Campeonato Baiano de Futebol de 2015 foi a 111.ª edição da competição, realizado no estado da Bahia e organizado pela Federação Bahiana de Futebol.
O Bahia foi o campeão da edição, conquistando o seu 46º título da competição, o segundo consecutivamente, sobre o Vitória da Conquista pelo placar de 6 a 0 na Arena Fonte Nova, no segundo jogo da final. Na disputa dos terceiro e quarto lugares, o Juazeirense ganhou a disputa vencendo o segundo jogo, em casa, por 2 x 0 sobre o Colo Colo e optou pela vaga na Copa do Nordeste de 2016, sobrando a Série D 2015 para a equipe de Ilhéus.

## Regulamento
Na primeira fase, as equipes foram divididas em dois grupos e disputaram jogos só de ida, 3 em casa e 3 fora, um grupo contra o outro. Bahia e Vitória foram os "cabeças de chave". Os oito melhores times na classificação geral, independentemente do grupo em que estão, garantem vaga na próxima fase. A partir daí, o campeonato entra na fase de mata-mata: quartas, semi e final, todos com jogos de ida e volta. Nas quartas de final, o time de melhor campanha na primeira fase enfrenta o 8°, o 2° pega o 7°, o 3° duela com o 6° e o 4° enfrenta o 5°. Se as duas partidas persistirem no 0 x 0, encaminham-se para os pênaltis, assim como com os que lutam contra o rebaixamento. Na disputa contra o rebaixamento, em 2015, a briga é direta, em um quadrangular. Os quatro últimos se enfrentam: o 9º pega o 12º e o 10º duela com o 11º em partidas de ida e volta. Os dois derrotados caem para a segunda divisão estadual.
O campeão e o vice disputarão a Copa do Nordeste de 2016 e a Copa do Brasil de 2016. A equipe que conquistar o 3º lugar terá direito a escolher uma vaga na Copa do Nordeste de 2016 ou na Série D do Campeonato Brasileiro de 2015. A competição que vai ser disputada será definida pela vontade do clube. O time que ficar em 4º herda a vaga no torneio que for dispensado pelo 3º colocado.

## Clubes participantes
| Clube                                             | Cidade               | Estádio (Mando)          | Em 2014         | Títulos (mais recente) |
| ------------------------------------------------- | -------------------- | ------------------------ | --------------- | ---------------------- |
| Esporte Clube Bahia                               | Salvador             | Arena Fonte Nova         | 1º              | 45 (2014)              |
| Associação Desportiva Bahia de Feira              | Feira de Santana     | Joia da Princesa         | 9º              | 1 (2011)               |
| Catuense Futebol S/A                              | Catu                 | Carneirão                | 8°              | 0 (não possui)         |
| Colo Colo de Futebol e Regatas                    | Ilhéus               | Mário Pessoa             | 1° (2ª divisão) | 1 (2006)               |
| Feirense Futebol Clube                            | Feira de Santana     | Joia da Princesa         | 10º             | 0 (não possui)         |
| Galícia Esporte Clube                             | Salvador             | Pituaçu                  | 5°              | 5 (1968)               |
| Jacobina Esporte Clube                            | Jacobina             | José Rocha               | 2º (2ª divisão) | 0 (não possui)         |
| Esporte Clube Jacuipense                          | Riachão do Jacuípe   | Joia da Princesa         | 6º              | 0 (não possui)         |
| Sociedade Desportiva Juazeirense                  | Juazeiro             | Adauto Moraes            | 7º              | 0 (não possui)         |
| Serrano Sport Club                                | Vitória da Conquista | Antônio Carlos Magalhães | 4º              | 0 (não possui)         |
| Esporte Clube Vitória                             | Salvador             | Barradão                 | 2º              | 27 (2013)              |
| Esporte Clube Primeiro Passo Vitória da Conquista | Vitória da Conquista | Lomanto Júnior           | 3º              | 0 (não possui)         |

## Locais de disputa
| Bahia | Bahia de Feira | Catuense | Colo Colo            |
| Arena Fonte Nova | Joia da Princesa | Carneirão | Mário Pessoa         |
| | | |                      |
| Feirense | \| Catuense Colo Colo Jacobina Juazeirense Serrano Vitória da Conquista Salvador Feira de Santana Salvador: Bahia Galícia Vitória Feira de Santana: Bahia de Feira Feirense JacuipenseLocalização dos mandos de campo das equipes participantes da Primeira Divisão de 2015. \| | \| Catuense Colo Colo Jacobina Juazeirense Serrano Vitória da Conquista Salvador Feira de Santana Salvador: Bahia Galícia Vitória Feira de Santana: Bahia de Feira Feirense JacuipenseLocalização dos mandos de campo das equipes participantes da Primeira Divisão de 2015. \| | Galícia              |
| Joia da Princesa | \| Catuense Colo Colo Jacobina Juazeirense Serrano Vitória da Conquista Salvador Feira de Santana Salvador: Bahia Galícia Vitória Feira de Santana: Bahia de Feira Feirense JacuipenseLocalização dos mandos de campo das equipes participantes da Primeira Divisão de 2015. \| | \| Catuense Colo Colo Jacobina Juazeirense Serrano Vitória da Conquista Salvador Feira de Santana Salvador: Bahia Galícia Vitória Feira de Santana: Bahia de Feira Feirense JacuipenseLocalização dos mandos de campo das equipes participantes da Primeira Divisão de 2015. \| | Pituaçu              |
| | \| Catuense Colo Colo Jacobina Juazeirense Serrano Vitória da Conquista Salvador Feira de Santana Salvador: Bahia Galícia Vitória Feira de Santana: Bahia de Feira Feirense JacuipenseLocalização dos mandos de campo das equipes participantes da Primeira Divisão de 2015. \| | \| Catuense Colo Colo Jacobina Juazeirense Serrano Vitória da Conquista Salvador Feira de Santana Salvador: Bahia Galícia Vitória Feira de Santana: Bahia de Feira Feirense JacuipenseLocalização dos mandos de campo das equipes participantes da Primeira Divisão de 2015. \| |                      |
| Jacobina | \| Catuense Colo Colo Jacobina Juazeirense Serrano Vitória da Conquista Salvador Feira de Santana Salvador: Bahia Galícia Vitória Feira de Santana: Bahia de Feira Feirense JacuipenseLocalização dos mandos de campo das equipes participantes da Primeira Divisão de 2015. \| | \| Catuense Colo Colo Jacobina Juazeirense Serrano Vitória da Conquista Salvador Feira de Santana Salvador: Bahia Galícia Vitória Feira de Santana: Bahia de Feira Feirense JacuipenseLocalização dos mandos de campo das equipes participantes da Primeira Divisão de 2015. \| | Jacuipense           |
| José Rocha | \| Catuense Colo Colo Jacobina Juazeirense Serrano Vitória da Conquista Salvador Feira de Santana Salvador: Bahia Galícia Vitória Feira de Santana: Bahia de Feira Feirense JacuipenseLocalização dos mandos de campo das equipes participantes da Primeira Divisão de 2015. \| | \| Catuense Colo Colo Jacobina Juazeirense Serrano Vitória da Conquista Salvador Feira de Santana Salvador: Bahia Galícia Vitória Feira de Santana: Bahia de Feira Feirense JacuipenseLocalização dos mandos de campo das equipes participantes da Primeira Divisão de 2015. \| | Joia da Princesa     |
| | \| Catuense Colo Colo Jacobina Juazeirense Serrano Vitória da Conquista Salvador Feira de Santana Salvador: Bahia Galícia Vitória Feira de Santana: Bahia de Feira Feirense JacuipenseLocalização dos mandos de campo das equipes participantes da Primeira Divisão de 2015. \| | \| Catuense Colo Colo Jacobina Juazeirense Serrano Vitória da Conquista Salvador Feira de Santana Salvador: Bahia Galícia Vitória Feira de Santana: Bahia de Feira Feirense JacuipenseLocalização dos mandos de campo das equipes participantes da Primeira Divisão de 2015. \| |                      |
| Juazeirense | Serrano | Vitória | Vitória da Conquista |
| Adauto Moraes | Agnaldo Bento | Barradão | Lomanto Júnior       |
| | | |                      |
| Catuense Colo Colo Jacobina Juazeirense Serrano Vitória da Conquista Salvador Feira de Santana Salvador: Bahia Galícia Vitória Feira de Santana: Bahia de Feira Feirense JacuipenseLocalização dos mandos de campo das equipes participantes da Primeira Divisão de 2015. | | |                      |

## Televisão
Pelo quinto ano consecutivo, a TV Bahia (afiliada da Rede Globo) e suas afiliadas detém todos os direitos de transmissão para a temporada de 2015 pela TV aberta e em pay-per-view, através do canal Premiere FC.[carece de fontes?]

## Primeira fase
| Grupo 1 | Bahia, Bahia de Feira, Colo Colo, Galícia, Juazeirense, Serrano-BA      |
| Grupo 2 | Catuense, Feirense, Jacobina, Jacuipense, Vitória, Vitória da Conquista |

### Jogos
Para ler a tabela, a linha horizontal representa os jogos da equipe como mandante. A coluna vertical indica os jogos da equipe como visitante.
| Jogos "clássicos" estão em negrito. | Vitória do mandante. | Vitória do visitante. | Empate. |

|                      | BAH | BFE | CAT | COL | FEI | GAL | JAC  | JCP | JZE | SER | VIT | VCO |
| -------------------- | --- | --- | --- | --- | --- | --- | ---- | --- | --- | --- | --- | --- |
| Bahia                | —   |     | 2–0 |     | 7–1 |     | 3–1  |     |     |     |     |     |
| Bahia de Feira       |     | —   | 2–1 |     |     |     |      | 0–0 |     |     |     | 0–0 |
| Catuense             |     |     | —   | 0–0 |     |     |      |     | 3–0 | 3–1 |     |     |
| Colo Colo            |     |     |     | —   | 1–0 |     |      | 0–0 |     |     |     | 0–1 |
| Feirense             |     | 0–0 |     |     | —   | 0–2 |      |     |     | 0–2 |     |     |
| Galícia              |     |     | 1–0 |     |     | —   |      |     |     |     | 0–0 | 1–2 |
| Jacobina             |     | 1–1 |     | 0–1 |     | 0–0 | —    |     |     |     |     |     |
| Jacuipense           | 2–1 |     |     |     |     | 4–1 |      | —   | 1–2 |     |     |     |
| Juazeirense          |     |     |     |     | 1–0 |     | 0–0  |     | —   |     | 0–0 |     |
| Serrano-BA           |     |     |     |     |     |     | 1– 0 | 2–2 |     | —   | 0–2 |     |
| Vitória              | 1–1 | 0–0 |     | 1–0 |     |     |      |     |     |     | —   |     |
| Vitória da Conquista | 2–0 |     |     |     |     |     |      |     | 1–1 | 2–1 |     | —   |

### Desempenho por rodada
|         | 1   | 2   | 3   | 4   | 5   | 6   |
| Grupo 1 | SER | JZE | JZE | JZE | COL | BAH |
| Grupo 2 | VCO | VCO | VIT | VIT | VCO | VCO |

|         | 1   | 2   | 3   | 4   | 5   | 6   |
| Grupo 1 | BAH | GAL | COL | SER | SER | SER |
| Grupo 2 | FEI | FEI | FEI | FEI | FEI | FEI |

## Fase final
Em itálico, os times que possuem o mando de campo no primeiro jogo do confronto e em negrito os times classificados.
|  | Quartas-de-final     | Quartas-de-final | Quartas-de-final | Quartas-de-final |   |                      | Semifinais      | Semifinais      | Semifinais      | Semifinais      |  |                      | Final                   | Final                   | Final                   | Final                   |  |  |
|  |                      |                  |                  |                  |   |                      | 5 e 19 de abril | 5 e 19 de abril | 5 e 19 de abril | 5 e 19 de abril |  |                      | 26 de abril e 3 de maio | 26 de abril e 3 de maio | 26 de abril e 3 de maio | 26 de abril e 3 de maio |  |  |
|  |                      |                  |                  |                  |   |                      |                 |                 |                 |                 |  |                      |                         |                         |                         |                         |  |  |
|  | Bahia de Feira       | 0                | 2                | 2                |   |                      |                 |                 |                 |                 |  |                      |                         |                         |                         |                         |  |  |
|  | Vitória da Conquista | 0                | 2                | 2                |   |                      |                 |                 |                 |                 |  |                      |                         |                         |                         |                         |  |  |
|  | Vitória da Conquista | 0                | 2                | 2                |   | Vitória da Conquista | 3               | 1               | 4               |                 |  |                      |                         |                         |                         |                         |  |  |
|  |                      |                  |                  |                  |   | Vitória da Conquista | 3               | 1               | 4               |                 |  |                      |                         |                         |                         |                         |  |  |
|  |                      | Colo Colo        | 0                | 1                | 1 |                      |                 |                 |                 |                 |  |                      |                         |                         |                         |                         |  |  |
|  | Colo Colo            | Colo Colo        | 0                | 1                | 1 | 1                    | 2               | 3               |                 |                 |  |                      |                         |                         |                         |                         |  |  |
|  | Colo Colo            |                  |                  |                  |   | 1                    | 2               | 3               |                 |                 |  |                      |                         |                         |                         |                         |  |  |
|  | Vitória              | 2                | 0                | 2                |   |                      |                 |                 |                 |                 |  |                      |                         |                         |                         |                         |  |  |
|  | Vitória              | 2                | 0                | 2                |   |                      |                 |                 |                 |                 |  | Vitória da Conquista | 3                       | 0                       | 3                       |                         |  |  |
|  |                      |                  |                  |                  |   |                      |                 |                 |                 |                 |  | Vitória da Conquista | 3                       | 0                       | 3                       |                         |  |  |
|  |                      | Bahia            | 0                | 6                | 6 |                      |                 |                 |                 |                 |  |                      |                         |                         |                         |                         |  |  |
|  | Juazeirense          | Bahia            | 0                | 6                | 6 | 1                    | 3               | 4               |                 |                 |  |                      |                         |                         |                         |                         |  |  |
|  | Juazeirense          |                  |                  |                  |   | 1                    | 3               | 4               |                 |                 |  |                      |                         |                         |                         |                         |  |  |
|  | Jacuipense           | 1                | 1                | 2                |   |                      |                 |                 |                 |                 |  |                      |                         |                         |                         |                         |  |  |
|  | Jacuipense           | 1                | 1                | 2                |   | Juazeirense          | 1               | 2               | 3               |                 |  |                      |                         |                         |                         |                         |  |  |
|  |                      |                  |                  |                  |   | Juazeirense          | 1               | 2               | 3               |                 |  |                      |                         |                         |                         |                         |  |  |
|  |                      | Bahia            | 2                | 3                | 5 |                      |                 |                 |                 |                 |  |                      |                         |                         |                         |                         |  |  |
|  | Galícia              | Bahia            | 2                | 3                | 5 | 0                    | 0               | 0               |                 |                 |  |                      |                         |                         |                         |                         |  |  |
|  | Galícia              |                  |                  |                  |   | 0                    | 0               | 0               |                 |                 |  |                      |                         |                         |                         |                         |  |  |
|  | Bahia                | 5                | 4                | 9                |   |                      |                 |                 |                 |                 |  |                      |                         |                         |                         |                         |  |  |

|  | Disputa do 3° lugar |   |   |   |
|  |                     |   |   |   |
|  | Colo Colo           | 1 | 0 | 1 |
|  | Juazeirense         | 0 | 2 | 2 |

| Campeão Baiano de 2015 |
| ---------------------- |
| Bahia 46° título       |

### Disputa contra o rebaixamento
Em itálico, os times que possuem o mando de campo no primeiro jogo do confronto e em negrito os times rebaixados.
|  | Chave 1  |   |   |   |
|  |          |   |   |   |
|  | Feirense | 2 | 1 | 3 |
|  | Catuense | 2 | 0 | 2 |

|  | Chave 2    |   |   |   |
|  |            |   |   |   |
|  | Jacobina   | 1 | 3 | 4 |
|  | Serrano-BA | 1 | 1 | 2 |

| Vice-campeão:        | Terceiro colocado: | Artilheiro:   | Melhor goleiro:      |
| -------------------- | ------------------ | ------------- | -------------------- |
| Vitória da Conquista | Juazeirense        | Kieza (Bahia) | Léo (Bahia de Feira) |